# تلسکوپ بس‌بزرگ اروپایی
تلسکوپ بس‌بزرگ اروپایی (انگلیسی: European Extremely Large Telescope) که تلسکوپ فوق‌العاده بزرگ اروپایی نیز نامیده می‌شود، یک تلسکوپ بس‌بزرگ زمینی در محدوده نور مرئی و فروسرخ است که توسط رصدخانه جنوبی اروپا در بیابان آتاکاما در شمال شیلی در حال ساخت است. این تلسکوپ دارای آینه انعکاسی اصلی به قطر ۳۹٫۳ متر و آینه دوم به قطر ۴٬۲ متر است که توسط اپتیک سازگار و دیگر ابزارها پشتیبانی می‌شود. انتظار می‌رود که این تلسکوپ بسیار بزرگ قادر به برآورد مراحل نخستین پیدایش سامانه‌های سیاره‌ای و تشخیص آب و مولکول‌های ارگانیک در قرص‌های پیش‌سیاره‌ای پیرامون ستاره‌ها باشد.

## نگارخانه

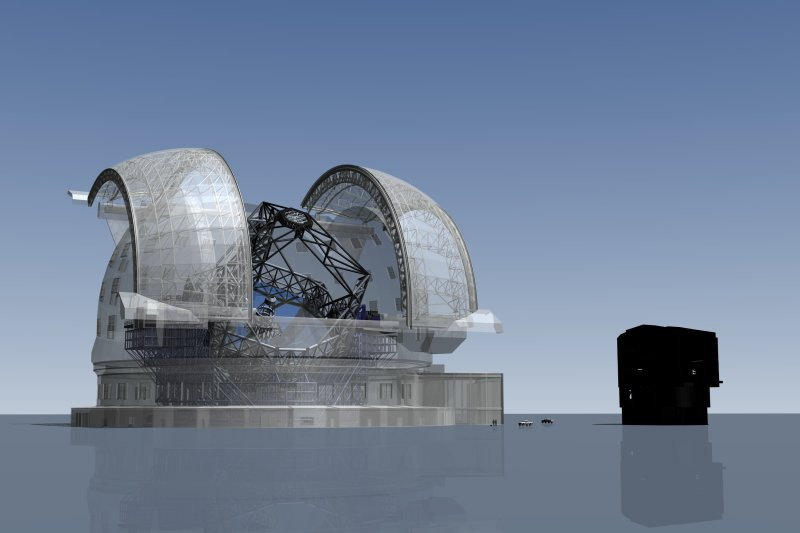
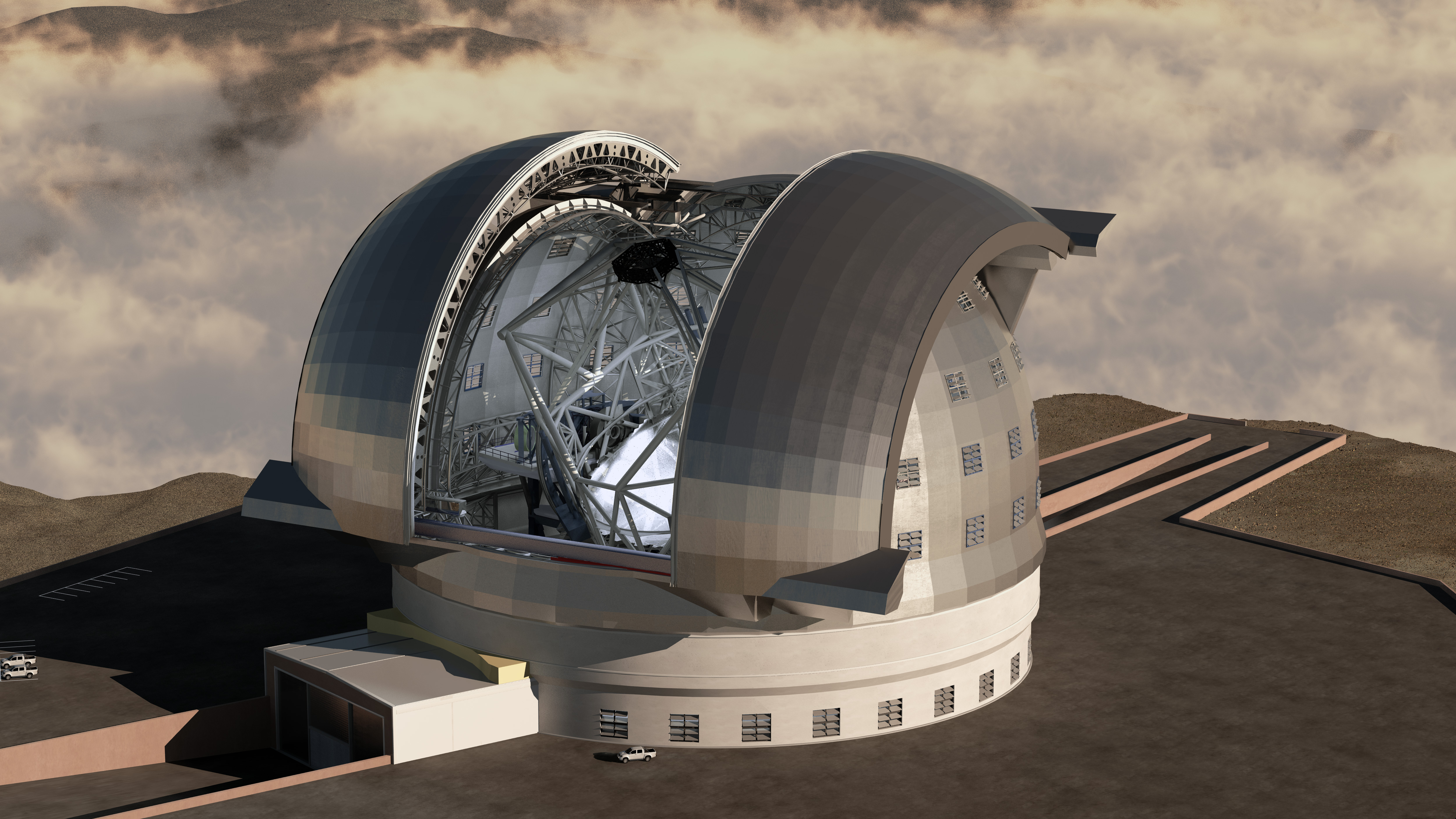
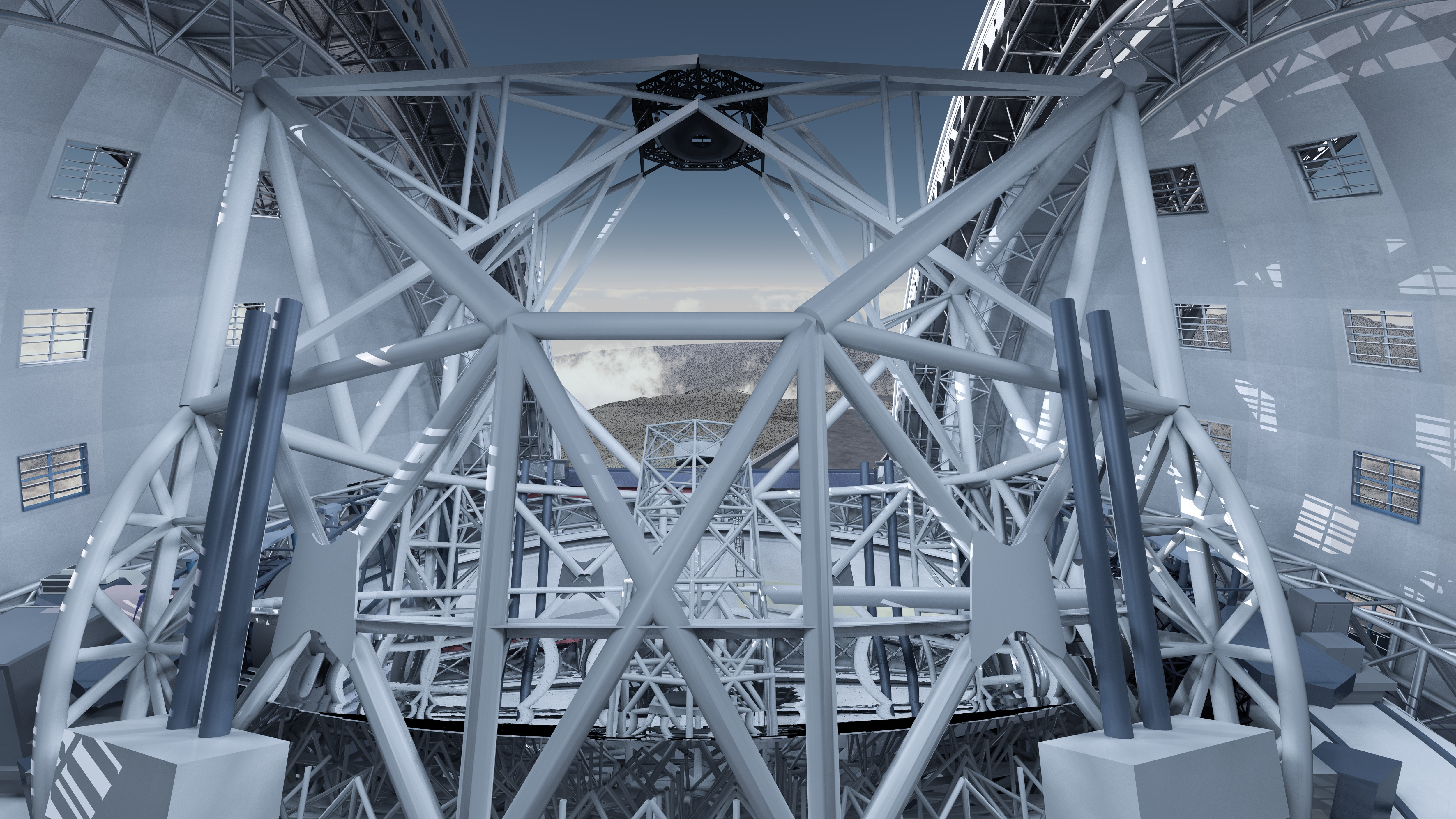